# Alle Macht der Super 8

Alle Macht der Super 8 (en allemand, Le Super 8 au pouvoir !) est un mouvement cinématographique underground créé par padeluun et actif à Berlin-Ouest de la fin des années 1970 au début des années 1980. Le titre s'entend comme un slogan de revendication en deux vers rimant en « …acht ». Le courant revendiquait une vision anarchiste et punk du cinéma, au travers de films expérimentaux qui s'affranchissaient de toute convention filmique (même pour la projection puisque les films pouvaient être projetés dans des petites cours insalubres derrière un bar !)
Même si ce mouvement ne suivait a priori pas de règle on peut toutefois déceler quelques caractéristiques générales, notamment dans l'utilisation exclusive du format Super 8 qui permettait une relative liberté de création. Le langage était généralement peu présent car les cinéastes (souvent amateurs) privilégiaient une démarche instinctive et pulsionnelle, et une exploration visuelle et sonore (grande place de la musique) pour s'affranchir du monde et des incompréhensions. Les techniques de retouche manuelle de la pellicule (grattage, peinture…) étaient courantes et les montages souvent très rythmés (ce qui fait du courant un précurseur du clip) même si les plans séquences étaient aussi très prisés (mais souvent accélérés).
Le message était souvent politique, s'attaquant tour à tour au capitalisme américain ou au communisme, et montrant souvent la ridicule partition de l'Allemagne à l'époque (présence régulière du mur de Berlin à l'image).

## Films
La grande majorité des films produits durant cette courte période a aujourd'hui disparu. Un DVD a récemment été édité en Allemagne par Schmidt Productions pour regrouper les quelques films qui ont été conservés:
1. Pommes Frites statt Körner (1981), de Yana Yo, 5 min 15 s
2. Ohne Liebe gibt es keinen Tod (1980), de Ingrid Maye et Volker Rendschmidt, 4 min 18 s
3. Der Elefant vom Potsdamer Platz (1980), de Peter Fischer Piel, 7 min 20 s
4. Berlin – Alamo (1979), de Knut Hoffmeister, 8 min 50 s
5. Hammer und Sichel (1978), de Walter Gramming, 6 min 07 s
6. Don’t forget to leave the highway (1979-1980), de padeluun, 6 min 49 s
7. Underground USA (1980), de Ika Schier, 5 min 39 s
8. Die Enthüllung des Phantoms (1978), de Hella Santarossa, 8 min 20 s
9. Handlich (1980), de Ruza Spak, 8 min 53 s
10. 3302 (1979), de Christoph Doering, 14 min 24 s
11. Nur Geld ist aufregend (1980), de Axel Brand et Anette Maschmann, 11 min 34 s
12. Darum oder Was erwartest Du? (1980), de Jürgen Baldiga, 7 min 25 s
13. OdeC de Bernard BENSALEM, 19 min 07 s
14. Deutschland (1980), de Knut Hoffmeister, 21 min 08 s

On peut aussi citer les films suivants[réf. nécessaire]:
- Without Live, Ohne musik und Bilder (1980) de Bernard BenSalem, 19 min 02 s
- La Vie en Rose (collection privée), S8-28"15. Andréa Gros/bessemkemper

## Intérêt
Le principal intérêt de ces productions étaient leur relative facilité de réalisation et de diffusion. Les films passaient de mains en mains et, souvent, il était difficile de dire quel en était l'auteur. Le film en lui-même ne représentait que peu de valeur, c'est à travers sa modalité de perception et son existence que le film devenait partie intégrante d'une réalité en devenir.